# Shaun Morgan
Shaun Morgan, de son vrai nom Shaun Morgan Welgemoed, est le chanteur et guitariste du groupe Seether, né le 21 décembre 1978 à Pietermaritzburg en Afrique du Sud.

## Biographie
C’est Shaun qui a créé le groupe Seether (originellement nommé Saron Gas) en 1999. Le groupe sera principalement influencé par la jeunesse douloureuse de Shaun Morgan qui transmet sa souffrance dans ses textes.
Ses parents ont divorcé alors qu'il était encore jeune. Il a une sœur nommée Lucy et il avait un frère nommé Eugene qui s'est suicidé en 2007 (plusieurs de ses chansons y font référence).
Il a découvert le mouvement de grunge de Seattle quand il avait 14 ans après avoir écouté l'album de Nirvana, Nevermind, ce qui l'a inspiré à devenir musicien.
Il a une fille, Jayde Fourie-Welgemoed, né de son mariage avec Jill Hollon. Shaun et Jill ont divorcé en 2002. Shaun est devenu papa pour la 2e fois avec la naissance de son fils Bowie, né en 2006. En mars 2011, Shaun est devenu papa pour la 3e fois d'une 2e fille, Gracelee.
Il a été en couple pendant 3 ans avec la chanteuse Amy Lee d'Evanescence (de 2002 à 2005), avec laquelle il chante en duo le titre Broken.

## Discographie

### Seether

#### Albums Studio
- 1999 : Fragile
- 2002 : Disclaimer I
- 2004 : Disclaimer II
- 2005 : Karma And Effect
- 2007 : Finding Beauty In Negative Spaces
- 2011 : Holding On To Strings Better Left To Fray
- 2014 : Isolate and Medicate
- 2017 : Poison The Parish
- 2020 : Si vis pacem, para bellum

#### Autres Albums
- 2004 : The Punisher (B.O.)
- 2006 : One Cold Night
- 2009 : No Shelter - Ncis: Offical TV Soundtrack

### Collaborations
- Broken (2004) avec Amy Lee. La chanson était d'abord interprétée par Morgan seul, puis réenregistrée avec sa petite amie de l’époque pour la bande originale de The Punisher
- Die Trying (2008), avec Art of Dying
- World Ain't Right (2009) avec HURT, sur l'album Goodbye to the Machine